# Sihla
Sihla (in tedesco Siegelglashütte; in ungherese Szikla) è un comune della Slovacchia facente parte del distretto di Brezno, nella regione di Banská Bystrica.

## Storia
Il villaggio è sorto nel 1780 come centro industriale della lavorazione del vetro, attività che si mantiene tuttora.